# رود شورتان
رود شورتان (انگلیسی: Shurtan) یک رودخانه در سرزمین پرم کشور روسیه است.